# Ionela Stanca
Ionela Stanca; z domu Gâlcă (ur. 9 stycznia 1981 w Konstancie) – rumuńska piłkarka ręczna, reprezentantka kraju. Obecnie występuje w lidze rumuńskiej, w drużynie C.S. Oltchim RM Valcea. Gra na pozycji obrotowej. Wicemistrzyni Świata 2005 z Rosji.
Na zakończenie MŚ 2007, rozgrywanych we Francji została wybrana do drużyny gwiazd, na pozycję kołowej, Rumunia zajęła 4. miejsce.

## Sukcesy
Mistrzostwo Rumunii:
- (2007, 2008, 2009, 2010, 2011, 2012)

Puchar Zdobywców Pucharów:
- (2007)

Puchar Rumunii:
- (2007, 2011)

Superpuchar Rumunii:
- (2007)

Liga Mistrzyń:
- (2010[1])

## Nagrody indywidualne
- 2007: Najlepsza obrotowa Mistrzostw Świata (Francja)